# 19437 Дженібланк
19437 Дженібланк (19437 Jennyblank) — астероїд головного поясу, відкритий 24 березня 1998 року.
Тіссеранів параметр щодо Юпітера — 3,314.